# 心叶山香圆
心叶山香圆（学名：Turpinia subsessilifolia）是省沽油科山香圆属的植物，为中国的特有植物。分布在中国大陆的云南等地，生长于海拔1,700米的地区，一般生于林内阴处和石灰岩山上，目前尚未由人工引种栽培。